# Історичні записи
|    | Твір              | Автори                          | Сувої |
| -- | ----------------- | ------------------------------- | ----- |
| 1  | Ши цзі 史記       | Сима Цянь 司馬遷 (Західна Хань) | 130   |
| 2  | Ханьшу 漢書       | Бань Ґу 班固 (Східна Хань)      | 100   |
| 3  | Хоу Ханьшу 後漢書 | Фань Є 范曄 (Лю Сун)            | 120   |
| 4  | Саньґочжи         | Чень Шоу                        | 65    |
| 5  | 晋書              | 唐・房玄齢他                    | 130   |
| 6  | Книга Сун 宋書    | Шень Юе 沈約 (Південна Ці)      | 100   |
| 7  | 南斉書            | 梁・蕭子顕                      | 59    |
| 8  | 梁書              | 唐・姚思廉                      | 56    |
| 9  | 陳書              | 唐・姚思廉                      | 36    |
| 10 | 魏書              | 北斉・魏収                      | 114   |
| 11 | 北斉書            | 唐・李百薬                      | 50    |
| 12 | 周書              | 唐・令狐徳棻他                  | 50    |
| 13 | 隋書              | 唐・魏徴、長孫無忌              | 85    |
| 14 | 南史              | 唐・李延寿                      | 80    |
| 15 | 北史              | 唐・李延寿                      | 100   |
| 16 | 旧唐書            | 後晋・劉昫他                    | 200   |
| 17 | 新唐書            | 北宋・欧陽修、宋祁              | 225   |
| 18 | 旧五代史          | 北宋・薛居正他                  | 150   |
| 19 | 新五代史          | Оуян Сю 欧陽修 (Північна Сун)   | 74    |
| 20 | 宋史              | 元・トクト（脱脱）他            | 496   |
| 21 | 遼史              | 元・トクト（脱脱）他            | 116   |
| 22 | 金史              | 元・トクト（脱脱）他            | 135   |
| 23 | 元史              | 明・宋濂他                      | 210   |
| 24 | Історія Мін 明史  | 清・張廷玉等                    | 332   |

«Істори́чні за́писи» (кит. трад. 史記, спр. 史记, піньїнь shǐjì, «Ши цзі») — історичний твір, утворенний Сима Цянєм на матеріалах, успадкованих від батька, Сима Таня.

## Загальна характеристика
«Ши-цзі» - один з найраніших та найвпливовіших творів у світовій історіографії, був завершений близько 100 р. до н.е. 
На відміну від західного підходу, який характеризує лінеарність викладення, метод складання «Ши-цзі» - це побудова комплексного наративу, у якому близько 2500 років китайської історії освітлено через виведення певних осіб або тем.

### Побудова
Твір складається з 130 сувоїв, розподілених на п'ять розділів:
- Базові аннали Беньцзі 本紀 (12): біографії володарів Китаю від Жовтого Імператора до імператора Ву династії Хань. Перші п'ять розділів обіймають правління П'яти імператорів та перших чотирьох династій: Ся, Шан-їнь, Чжоу і Цінь. Наступні дві присвячені біографіям Цінь Ши хуанді та Сян Юя, а останні п'ять - володарям династії Хань.
- Хронологічні таблиці Бяо 表 (10):
- Трактати Шу 書 (8): тематичні нариси на провідні теми часу (ритуал 禮, музика 樂, система космологічних вимірів люй-люй 律, календар 歷, астрономія 天官, релігійний культ 封禪, гидравліка 河渠, фінансова система та монетизація 平準).
- Життєписи видатних родин Шицзя 世家 (30):
- Біографії [видатних особистостей та груп] Лєчжуань 列傳 (70):

## Ідеологія історичного нарису
Основними принципами, що визначають структуру кола історичної життєдіяльності народу, Сима Цянь називає прямодушність (чжун), шанобу (цзін) та культурність (вень).

### Чжун
Принцип "кордоцентризму". Письмовий знак, за допомогою якого фіксується слово «чжун» 忠, є поєднанням символів — «середина» і «серце», отож, означає щось таке, що йде з самого серця — чистосердечність, прямодушність, щирість, правдивість та інші терміни цього синонімічного ряду. Причому тлумачиться «чжун» не просто як одна з багатьох властивостей людини, а як одна з небагатьох найцінніших, атрибутивних характеристик «жень» 仁 (людяності), того, що, власне, і становить людське в людині, робить її людиною. Саме така прямодушність як атрибутивна, глибинна характеристика природи людини и становить, за Сима Цянем, один з трьох наріжних принципів політичної влади.

### Цзін
Другий принцип — «цзін» 敬 — шаноба, шанобливість, шанування, шанувати. Сягаючи корінням у культ предків, шанування богів (батьків і представників старшого покоління загалом), у міру формування державності «цзін» поступово набуває дедалі більшого значення саме політичного принципу — принципу шанування правителя. Звісно, правителя достойного, мудрого і справедливого, такого, що дотримується законів і вміс керуватися ними і водночас скерувати за їх допомогою життєдіяльність громадян своєї держави.

### Вень
Принцип культурності, культури, цивілізованості — «вень» 文. Подібно до прямодушності й шанобливості, культурність, культурне начало теж тлумачиться не як одна з рядоположних, акцидентальних властивостей людини, а як безпосереднє вираження людськості в людині, такого, що притаманне лише їй. Але якщо шанування чи любов до іншого — характеристика віковічної природи людини, то «вень» — щось набуте, характеристика людини як істоти саме (і тільки) суспільної. При цьому культурне начало, «вень», відрізняється від суспільних законів. Культура —- це те, що розширює людину, наповнює її новим, дедалі багатшим змістом, закони ж, навпаки, постають регуляторами її діяльності, правилами, за допомогою яких діяльність людини скеровується.

### Баланс принципів
Перебіг процесів, що утворюють цей цикл, зумовлений неминучою зміною основ історичної життєдіяльності народу. Неминучою ж ця зміна стає остільки, оскільки влада, заснована на одному з принципів, урешті-решт обов'язково перероджується внаслідок трансформації самого (відповідного їй) принципу. Так, прямодушність, щирість — «чжун», гіпертрофуючись, як принцип політичної влади і стаючи самоціллю, невідворотно вироджується в те, що Сима Цянь позначив як дикість — «є». Відповідно й влада, що прагне керувати, спираючись лише на прямодушність, хоче вона того чи ні, спричиняє до того стану речей, який прирікає людей на дикунство, У підсумку — на деградацію суспільного ладу і перехід до іншого ладу, заснованого на принципі шанування.
Проте свій, внутрішній, органічно притаманний йому гондж (?) має й принцип шанобливості «цзін». Виростаючи з одного з найпрадавніших інстинктів людської природи — інстинкту шанування (передусім батьків), шанобливості, у процесі формування органічного суспільства принцип починає переорієнтовуватись на закон, владу, правителя. Однак і в цьому має бути розумне міра. Якщо шанобливість «цзін» трансформується у марновірство, обожнювання того, хто подібного не вартий, іншими, сучаснішими, словами, в культ особи, та це зумовлює настання соціального хаосу і в подальшому перехід до наступного соціального устрою, що виходить з принципу «вень» — культурного начала, цивілізованості.
Та й принцип «вень» амбівалентний за своєю суттю. Безоглядно захоплення ним і тлумачення його як єдино правильного та універсально дійового спричиняє панування в суспільстві вже не справжньої культури, а її сурогату — формальної, нежиттєвої, можна сказати схоластичної «освіти» та «вчень». У відносинах же між людьми перебільшення реальної ролі культурного начало призводить до порушення повідчужених, безпосередніх зв'язків, притлумлює, а то й взагалі елімінує в них простоту, щирість, невимушеність, сердечність. Гіпертрофуючись, культурність обертається фальшивістю, ганебністю, сурогатністю. А щоб вибратися з цього, здавалося б, глухого кута, щоб врятувати людину і суспільство від цієї фальшивості, немає, на думку Сима Цяня, нічого ліпшого, ніж повернутися до прямодушності. Цикл замикається. Ці ідеї знайшли своє відображення у творчості онука Сима Цяня — Ян Юня.

## Циклічність історії
Надалі циклічний напрям у філософії історії, як і інші її напрями, розвивається, наповнюється новим змістом і поглиблюється, однак при цьому помітно інтенсифікується у періоди переходу під суспільства одного типу до суспільства іншого типу. Скажімо, у період переходу від доіндустріального суспільства до суспільства індустріального з'являються системи ібн-Хальдуна, Макіавеллі, Кампанелли та Джамбаттісти Віко; перехідний період між індустріальним і постіндустріальним дав філософсько-історичні концепції М. Я. Данилевського, Освальда Шпенглера і Арнольда Тойнбі.